# Lac Canotaicane
Lac Canotaicane är en sjö i Kanada.   Den ligger i regionen Nord-du-Québec och provinsen Québec, i den östra delen av landet, 600 km norr om huvudstaden Ottawa. Lac Canotaicane ligger 325 meter över havet. Arean är 56 kvadratkilometer. Den sträcker sig 26,1 kilometer i nord-sydlig riktning, och 23,0 kilometer i öst-västlig riktning.
Trakten runt Lac Canotaicane är nära nog obefolkad, med mindre än två invånare per kvadratkilometer.